# Лугунци (дем Мъглен)
 Тази статия е за селото в Гърция.  За селото в Северна Македония вижте Лугунци (община Велес).  
Лугунци (на гръцки: Λαγκαδιά, Лангадия, до 1926 Λούγγουντσα, Лунгунца, на мъгленорумънски: Lugunţa или Lundzini, на румънски: Lugunța) е село в Егейска Македония, в област Централна Македония, дем Мъглен (Алмопия), Гърция.

## Георгафия
Селото е разположено на 610 m надморска височина в североизточната част на областта Мъглен в малка котловина между планините Суха Рупа от изток, Паяк (Пайко) от югоизток и Нидже (Дзена) от северозапад, на около 25 km североизточно от Къпиняни. На 2 km южно е разположено по-голямото село Бериславци (Периклия), а на 6 km на север е границата със Северна Македония.

## История

### В Османската империя
В края на XIX век Лугунци е влашко (мъгленорумънско) село във Влахомъглен. Поп Ной от Лугунци прави описание на Мъгленска каза, което в 1866 година чрез мачуковския учител Христо Боженов стига до Стефан Веркович и в 1889 година той го публикува в „Топографическо-этнографическій очеркъ Македоніи“.
Александър Синве („Les Grecs de l’Empire Ottoman. Etude Statistique et Ethnographique“), който се основава на гръцки данни, в 1878 година пише, че в Луглидже (Louglidjé), Мъгленска епархия, живеят 660 гърци.
В селото в 1895 – 1896 година е основан комитет на ВМОРО. Между 1896 – 1900 година селото преминава под върховенството на Българската екзархия.
В 90-те години на XIX век в селото се появява румънската пропаганда. В 1890 година в селото е отворено румънско училище, което работи периодично до 1910 година. В едната от двете църкви на селото се служи на румънски, а в другата „Свети Никола“ на гръцки и за кратко на румънски.
Според статистиката на Васил Кънчов („Македония. Етнография и статистика“) в 1900 година в Лугонци (Лунци) живеят 700 власи християни. Според секретаря на Българската екзархия Димитър Мишев („La Macédoine et sa Population Chrétienne“) в 1905 година в Лугунци има 588 власи и в селото има влашко училище.
При избухването на Балканската война в 1912 година един човек от Лугунци е доброволец в Македоно-одринското опълчение.

### В Гърция
През войната селото е окупирано от гръцки части и остава в Гърция след Междусъюзническата война. В 1916 година, по време на Първата световна война, българските военни власти евакуират населението във вътрешността на България. След войната се връщат само част от жителите.
От 1919 година е част от община Берислав (Бериславци), която в 1997 година е присъединена към Дем Ексаплатанос. Боривое Милоевич пише в 1921 година („Южна Македония“), че Лугунци има 50 къщи власи християни.
В 1925 година около 70 семейства се изселват в Румъния и са настанени в добруджанското село Капакли. На тяхно място са настанени няколко семейства понтийски гърци, бежанци от Турция, които в 1928 година са 19 семейства с 65 души и така селото става смесено влашко-бежанско. В 1926 година името на селото е сменено на Лангадия.
Селото пострадва силно по време на Гражданската война в Гърция (1946 - 1949), когато много от жителите му бягат в Югославия, а по-малка част са заселени в мъгленските полски села. Според статистиката на Народоосвободителния фронт от 1947 година в селото живеят 83 гърци бежанци и 480 власи.
След нормализирането на обстановката, селото не е обновено веднага.
Лугунци към началото на XXI век е малко село, което има под 100 жители, занимаващи се предимно с животновъдство и земеделие. Основна забележителност на селото е църквата „Свети Безсребреници“ („Свети Врач“) от 1863 година.
| Година    | 1913 | 1920 | 1928 | 1940 | 1951 | 1961 | 1971 | 1981 | 1991 | 2001 | 2011 | 2021 |
| --------- | ---- | ---- | ---- | ---- | ---- | ---- | ---- | ---- | ---- | ---- | ---- | ---- |
| Население | 633  | 406  | 331  | 543  | 0    | 135  | 160  | 99   | 90   | 89   | 82   | 69   |

## Личности
Родени в Лугунци
- Георги Коев (1892 – ?), македоно-одрински опълченец, 4 рота на 3 солунска дружина, носител на орден „За храброст“ IV степен[17]
- Георгиос Ранготис (Γεώργιος Ραγκότης), гръцки андартски деец от втори клас[18]
- Димитър Баялджиев (р.1944), виден юрист от Северна Македония, декан на Юридическия факултет на Скопския университет
- Димо Токов, български революционер, деец на ВМОРО[5]
- Иван Янев, български революционер, деец на ВМОРО[5]
- Лазар Колев Златев, български революционер, деец на ВМОРО[5]
- Никола Димитров Нойов, български революционер, деец на ВМОРО[5]
- Константин Ное (1883 – ?), румънски публицист, историк
- Кристу Ное, румънски учител в Лугунци. Фамилията Ное от Лугунци дава видни прорумънски активисти[19]
- Ное Папайоану (Νώε Παπαϊωάννου), свещеник и андартски деец от първи клас[18][20]
- Папаянис Папаноис (? – 1944), гръцки андарт, убит от българи на 18 януари 1944 година заедно с 18 други жители на селото. На площада срещу училището по-късно е издигнат негов бюст[16]
- Ставре Кръстев, деец на румънската пропаганда, румънски учител, български революционер, деец на ВМОРО[5]
- Теодор (Тоди) Минда (1911 – 1982), румънски поет и фолклорист
- Христос Терьокис (Χρήστος Τεργιώκης), гръцки андартски деец от трети клас, прехранва гръцките чети в периода 1905 – 1908 година, след като през 1904 година брат му Ангел е убит от български комити[18]

Починали в Лугунци
- Иван Михов Иванов, български военен деец, подпоручик, загинал през Първата световна война[21]